# Дрохтерзен

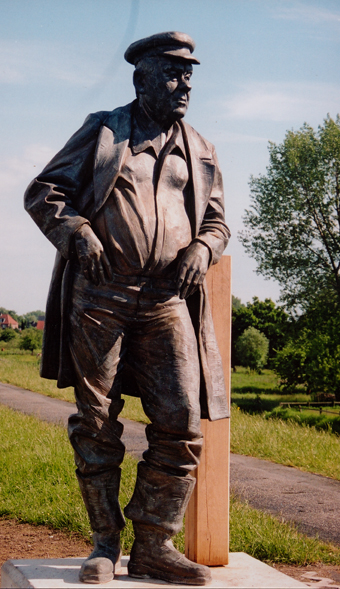
Дрохтерзен

Дрохтерзен (нем. Drochtersen) — община в Германии, в земле Нижняя Саксония.
Входит в состав района Штаде. Население составляет 11 857 человек (на 31 декабря 2010 года). Занимает площадь 126,74 км².